# أندير إيتوراسبي
أندير إتوراسبي (بالإسبانية: Ander Iturraspe) (مواليد 8 مارس 1989 في أباداينو - إسبانيا) لاعب كرة قدم إسباني يلعب حاليا لصالح نادي الدرجة الأولى أتلتيك بيلباو الإسباني منذ 2007 في مركز الوسط المدافع كما يجيد اللعب في مركز الوسط الأيمن .

## روابط خارجية
- أندير إيتوراسبي على موقع قاعدة بيانات كرة القدم.إي يو (الإنجليزية)
- أندير إيتوراسبي على موقع بيانات كرة القدم. دي إي (الألمانية)
- أندير إيتوراسبي على موقع ناشيونال فوتبول تيمز (الإنجليزية)
- أندير إيتوراسبي على موقع Soccerbase.com (لاعب) (الإنجليزية)
- أندير إيتوراسبي على موقع Soccerway.com (الإنجليزية)
- أندير إيتوراسبي على موقع عالم كرة القدم.نت (الإنجليزية)
- أندير إيتوراسبي على موقع كووورة
- أندير إيتوراسبي على موقع AS.com (الإسبانية)